# Погань, Йожеф
Йо́жеф По́гань (венг. Pogány József, при рождении Йожеф Шварц, американский псевдоним — Джон Пе́ппер (англ. John Pepper); 8 ноября 1886, Пешт — 1938, СССР) — венгерский писатель, журналист, литературный критик, деятель Венгерской советской республики (ВСР), работник Госплана СССР и Коминтерна.

## Биография
Родился в бедной еврейской семье (изначально носившей фамилию Шварц) в Пеште. Готовился к работе учителем английского, французского и венгерского языков.
В юношеские годы познакомился с марксизмом. В 1905 году вступил в Социал-демократическую партию, примыкал к её левому, революционному и антивоенному крылу. Начал свою деятельность в качестве публициста. С 1910 года был редактором левых изданий «Népszava» («Народное слово») и «Szocializmus» («Социализм»). Проявил себя как один из ведущих литературных критиков страны — начал издание серии «Библиотека мировой литературы», писал предисловия к издаваемым в ней книгам, высоко оценивал литературную деятельность поэта Эндре Ади. Был одним из первых представителей марксистской эстетики литературы. Профессор экономики.
В начале Первой мировой войны был призван в австро-венгерскую армию и отправлен на фронт, где продолжал свою деятельность как военный репортёр и автор антимилитаристских произведений («Дело Фридриха Адлера», «Преступления Рабочей партии»).
В 1918 один из основателей Венгерской коммунистической партии. Как установил суд в 1921 г., Й. Погань был среди соучастников убийства премьер-министра Венгрии Иштвана Тисы.
В 1919 г. занимал посты наркома по военным и иностранным делам, наркома образования, командира 2 корпуса армии Венгерской советской республики. После поражения республики эмигрировал во Францию, затем в СССР. Работал в аппарате Коминтерна.
В 1921 вместе с Белой Куном участвовал в подготовке Мартовского восстания в Германии. После поражения восстания вернулся в Москву, участвовал в Третьем конгрессе Коминтерна.
В июле 1922 направлен в США представителем ИККИ, участвовал в работе Венгерской федерации КП США. В это время взял себе псевдоним Джон Пеппер. Вошёл в состав Центрального исполнительного комитета Рабочей партии Америки, легальной организации КП США. В 1925 отозван в Москву.
По возвращении в СССР возглавил Информационный отдел Коминтерна. Делегат от Коммунистической партии США на Пятом (расширенном) пленуме ИККИ (март 1925), на котором он выступил 6 апреля 1925 года с докладом от Информационного отдела. На шестом расширенном пленуме ИККИ (март 1926) избран кандидатом в члены Секретариата ИККИ. На Седьмом (расширенном) пленуме ИККИ (ноябрь — декабрь 1926 года) назначен членом политической комиссии, сыграл важную роль в отстранении Г. Зиновьева от управления Коминтерном. В июле 1927 избран в Президиум ИККИ.
В 1928 попал под критику как на Девятом (расширенном) пленуме ИККИ и на Шестом конгрессе Коминтерна за поддержку группы Ловстона-Гитлоу в Коммунистической партии США. В мае 1929 года Коминтерн обратился с открытым письмом к Коммунистической партии США, в котором сообщил, что «Дело Пеппера» в ближайшее время будет представлено в Международную контрольную комиссию Коминтерна. После заключения МКК в сентябре 1929 года освобождён от работы в Коминтерне.
Работал в Госплане СССР. На момент ареста в 1937 работал руководителем отдела рекламы Народного комиссариата пищевой промышленности.
Арестован 27 июля 1937 года. Осужден 8 февраля 1938 года за «участие в контрреволюционной организации» к высшей мере наказания, казнён в тот же день.
Реабилитирован посмертно решением Военной коллегии Верховного суда СССР от 30 мая 1956 года.
Изображен на венгерской почтовой марке 1938 года.
6 марта 2016 года в Москве на фасаде дома 11/13 по 2-му Щипковскому переулку был установлен мемориальный знак «Последний адрес» Йожефа Погани.

## Сочинения
- Arany János politikai nézetei (Budapest, 1909.)
- A Balkán-háború és az osztrák-magyar imperializmus (Budapest, 1912.)
- Lemberg. Tíz hónap a cárizmus uralma alatt (Budapest, 1915.)
- A meghódított Orosz-Lengyelországon keresztül (Budapest, 1915.)
- A földre szállt pokol (Az Isonzo eposza, 1916.)
- Dánia, a paraszt eldorádó (Budapest, 1918.)
- Napóleon (Dráma, 1919.)
- Погани, Йозеф. Белый террор в Венгрии. Москва, Типография «III Интернационал», 1921., 149 стр. (недоступная ссылка)

### На английском языке
- For a Labor Party: Recent Revolutionary Changes in American Politics: A Statement by the Workers Party. 1922.
- «Underground Radicalism": An Open Letter to Eugene V. Debs and to All Honest Workers Within the Socialist Party. 1923.
- The General Strike and the General Betrayal. 1926.
- Why every miner should be a communist 1928, Worker’s library № 6
- American Negro problems 1928, Worker’s library № 9